# باران‌ساز (فیلم ۱۹۵۶)
باران‌ساز (به انگلیسی: The Rainmaker) فیلمی آمریکایی در سبک رمانتیک و درام به کارگردانی جوزف آنتونی است که در سال ۱۹۵۶ منتشر شد. ستارگان این فیلم برت لنکستر، کاترین هپبورن، وندل کوری، لوید بریجز و ارل هالیمن هستند. هالیمن به خاطر ایفای نقش در این فیلم جایزه گلدن گلوب برد. این فیلم اقتباسی از نمایش باران‌ساز اثر ان. ریچارد نش می‌باشد.

## داستان
در دوران رکود بزرگ در غرب میانه، یک کلاه‌بردار به نام بیل استارباک (برت لنکستر)، در قالب یک فرد باران‌ساز به شهرهای مختلف می‌رفت اما از این شهرها بیرون رانده می‌شد.  یک روز، او وارد یک شهر روستاییِ دچار خشکسالی در کانزاس می‌شود و در مقابل لیزی کاری (کاترین هپبورن) و دیگر اعضای طایفه کاری ظاهر می‌شود. لیزی خانه‌ای را برای پدرش و دو برادرش در دامداری خانواده نگهداری می‌کند. در حالی که مزرعه آنها تحت خشکسالی ویرانگر در حال نابودی است، استارباک قول می‌دهد در ازای پول، باران بیاورد...

## بازیگران
- برت لنکستر
- کاترین هپبورن
- وندل کوری
- لوید بریجز
- ارل هالیمن
- والاس فورد

## جوایز

### جوایز آکادمی

#### نامزد شده[۲]
- کاترین هپبورن: جایزه بهترین بازیگر زن
- الکس نورث: بهترین موسیقی (ساخته شده برای فیلمی درام یا کمدی)

### جایزه گلدن گلوب

#### برنده
- ارل هالیمن: جایزه گلدن گلوب بهترین بازیگر نقش مکمل مرد

#### نامزد شده
- گلدن گلوب بهترین فیلم درام
- گلدن گلوب بهترین بازیگر مرد: برت لنکستر
- گلدن گلوب بهترین بازیگر زن: کاترین هپبورن